# Гаш
Гаш (фр. Gâche) — французское кулинарное блюдо, сладкая булочка, производимая традиционно в департаменте Вандея, в западной Франции.

## Общие сведения
Вандейская гаш — булочка округлой формы, выпеченная из дрожжевого теста, подобная бриошам, однако не настолько воздушная. При приготовлении гашей используются пшеничная мука, яйца, сливочное масло, сахар, взбитые сливки и дрожжи.
Обстоятельства возникновения этого кулинарного изделия малоизвестны, однако установлено, что в Вандее гаши пекли ещё в Средневековье. Эти сладкие булочки были традиционны на вандейском праздничном столе, особенно на Пасху. В XIX столетии, после того, как применение новой техники расширило возможности пекарного производства, появились также и новые, более утончённые рецепты приготовления гашей. В настоящее время гаши являются излюбленным традиционным мучным продуктом, который можно приобрести в любой булочной Вандеи. Вандейскую гаш можно увидеть в продаже и в некоторых других европейских странах: в Германии, Бельгии и пр.
Подобный же продукт, правда менее известный — нормандскую гаш (Gâche de Normandie) — готовят также в департаментах региона Нормандия.